# Europäisches Gewerkschaftskomitee für Bildung und Wissenschaft
Das Europäische Gewerkschaftskomitee für Bildung und Wissenschaft, EGBW (engl. European Trade Union Committee of Education ETUCE) ist ein Europäischer Gewerkschaftsverband mit Sitz in Brüssel. Es repräsentiert 132 Gewerkschaften des Bildungssektors in 51 Ländern mit einer Gesamtmitgliederzahl von etwa 11 Millionen Mitgliedern. Das EGBW ist die europäische Regionalstruktur der Bildungsinternationale. Das Gewerkschaftskomitee ist Mitglied des Europäischen Gewerkschaftsbundes.

## Entwicklung
Das EGBW wurde 1977 gegründet. Der letzte Regionalkongress fand am 6.–8. Dezember 2016 in Belgrad statt. Zur Präsidentin des EGBW wurde Christine Blower (Gewerkschaft NUT / UK) gewählt, einer der Vizepräsidenten ist Andreas Keller von der GEW. Europäische Direktorin (European Director) ist Susan Flocken.

## Mitgliedsgewerkschaften in Deutschland, Österreich und der Schweiz
Mitgliedsorganisationen sind
- aus Deutschland: die Gewerkschaft Erziehung und Wissenschaft (GEW), der Verband Bildung und Erziehung (VBE) und der Bundesverband der Lehrerinnen und Lehrer an beruflichen Schulen (BLBS).
- aus Österreich: die Gewerkschaft Öffentlicher Dienst – ARGE Lehrer (GÖD). Sie ist mit etwa 230.000 Mitgliedern die zweitstärkste Gewerkschaft der sieben Fachgewerkschaften des ÖGB.
- aus der Schweiz: der Schweizerische Verband des Personals öffentlicher Dienste (VPOD), Gewerkschaft des Schweizerischen Gewerkschaftsbunds (SGB), der Dachverband Lehrerinnen und Lehrer Schweiz sowie Syndicat des enseignants romands.